# Advanced Format

Эффективность разных форматов разметки секторов жёстких дисков: сверху — разметка с традиционными 512-байтными секторами требует большего количества служебных меток и ECC-данных, снизу — Advanced Format, технология 4K (секторы размером 4 кибибайта) позволяет уменьшить место, требуемое для служебных меток; ECC-данные могут храниться в конце сектора или распределённо — «distributed ECC».

Advanced Format (расширенный формат) — формат разметки области хранения данных на жёстких дисках нового поколения, выполненных по технологии 4K (использование физических секторов размером 4 кибибайт вместо традиционных 512 байт), разработанный IDEMA Long Data Sector Committee.
Данная разметка требует выравнивания дисковых разделов по смещениям, кратным 4-КиБ блоку, это реализовано в большинстве операционных систем, выпущенных после 2010 года и в формате таблицы разделов GPT.

## Описание
Переход на новый формат позволил производителю шире использовать в производстве жёстких дисков нанотехнологии (уменьшение ширины дорожки до 70-80 нм), снизить себестоимость производства и, как следствие, цену конечного продукта для потребителя, значительно повысить полезный объём области хранения данных диска, улучшить его функциональные качества (снизить время чтения/записи и доступа, понизить шумность, нагрев, износ механики диска).
Использование разбивки жёстких дисков на 512-байтные секторы — наследие первых поколений жёстких дисков, которое в современных условиях практически себя изжило. В современных компьютерах кластеры, равные одному-двум секторам (512—1024 байт), используются крайне редко (например, для файловой системы NTFS в Microsoft Windows XP рекомендуемый размер кластера, то есть размер по умолчанию, равен 4 КиБ, поэтому в столь малых физических секторах уже давно нет практической необходимости, в то время как они были существенным сдерживающим фактором для производителя, препятствующим внедрению прогрессивных технологий уплотнения записи.
В прежнем формате для кода коррекции ошибок (ECC) использовалось поле длиной 50 байт, что обеспечивало эффективность форматирования (отношение доступного пользователю объёма накопителя к его фактическому объёму) 87 %. В Advanced Format длина поля коррекции ошибок составляет 100 байтов (на 4096 байтов данных). В результате эффективность форматирования удалось повысить до 96 %, а объём доступного пользователю дискового пространства увеличивается на 7-11 %.

## Совместимость
Для совместимости с существующими операционными системами (Windows XP и ниже) первые модификации дисков с Advanced Format (AF)  использовали 512-байтные секторы для взаимодействия по шинам данных (SATA, SAS). Использование физических секторов размером 4 кибибайта декларируется в данных идентификации диска, откуда эту информацию могут получать драйверы. IDEMA предполагала переход на использование 4-кибибайтных блоков на шинах данных, но на февраль 2012 нет массового производства таких дисков.
Advanced Format поддерживается Windows Vista и более поздними версиями Windows, а также современными дистрибутивами Linux с ядром Linux версии от 2.6.31, особенно полно с версии 2.6.34, и Mac OS X. Поддержка Advanced Format заключается в оптимизации доступа 4-кибибайтными блоками на правильных границах и разбиении диска на границах не менее 4 КиБ (Vista, современный Linux — не менее 1 МиБ).

### Выравнивание разделов в устаревших ОС
При использовании накопителя с технологией Advanced Format в операционной системе Windows XP и более ранних происходит резкое снижение быстродействия (скорости чтения и записи составляют несколько мебибайт в секунду) по причине несоответствия (сдвига) программных кластеров и физических секторов на диске, в результате которого один кластер перекрывает два сектора, что приводит к удвоению числа операций чтений/записи и, в итоге, не только к замедлению работы, но и к повышенному износу жёсткого диска. Это вызвано тем, что первый раздел диска по умолчанию начинается с сектора 63, то есть не кратного 8. Для решения этой проблемы компания Western Digital выпустила специальную утилиту «WD Align System Utility», которая сдвигает содержимое диска на 1 сектор. Альтернативно, технология Seagate SmartAlign, встроенная в диски Seagate, позволяет использовать Advanced Format без применения специального программного обеспечения. Western Digital также позволяет изменять физическое смещение блоков переключателем на диске, однако в некоторых реализациях это имеет проблемы с коррекцией количества доступных блоков.
Существуют также специальные утилиты сторонних производителей, например, Paragon Alignment Tool, которые позволяют выравнивать разделы дисков и повышать их производительность.
| 0                   | 1                   | 2                   | 3                   | 4                   | 5                   | 6                   | 7                   | 8                   | 9                   | 10                  | 11                  | 12                  | 13                  | 14                  | 15                  |
| Физический сектор 1 | Физический сектор 1 | Физический сектор 1 | Физический сектор 1 | Физический сектор 1 | Физический сектор 1 | Физический сектор 1 | Физический сектор 1 | Физический сектор 2 | Физический сектор 2 | Физический сектор 2 | Физический сектор 2 | Физический сектор 2 | Физический сектор 2 | Физический сектор 2 | Физический сектор 2 |